# Tetraneura lambersi
Tetraneura lambersi är en insektsart. Tetraneura lambersi ingår i släktet Tetraneura och familjen långrörsbladlöss. Inga underarter finns listade i Catalogue of Life.